# Phaethontis (cuadrángulo)

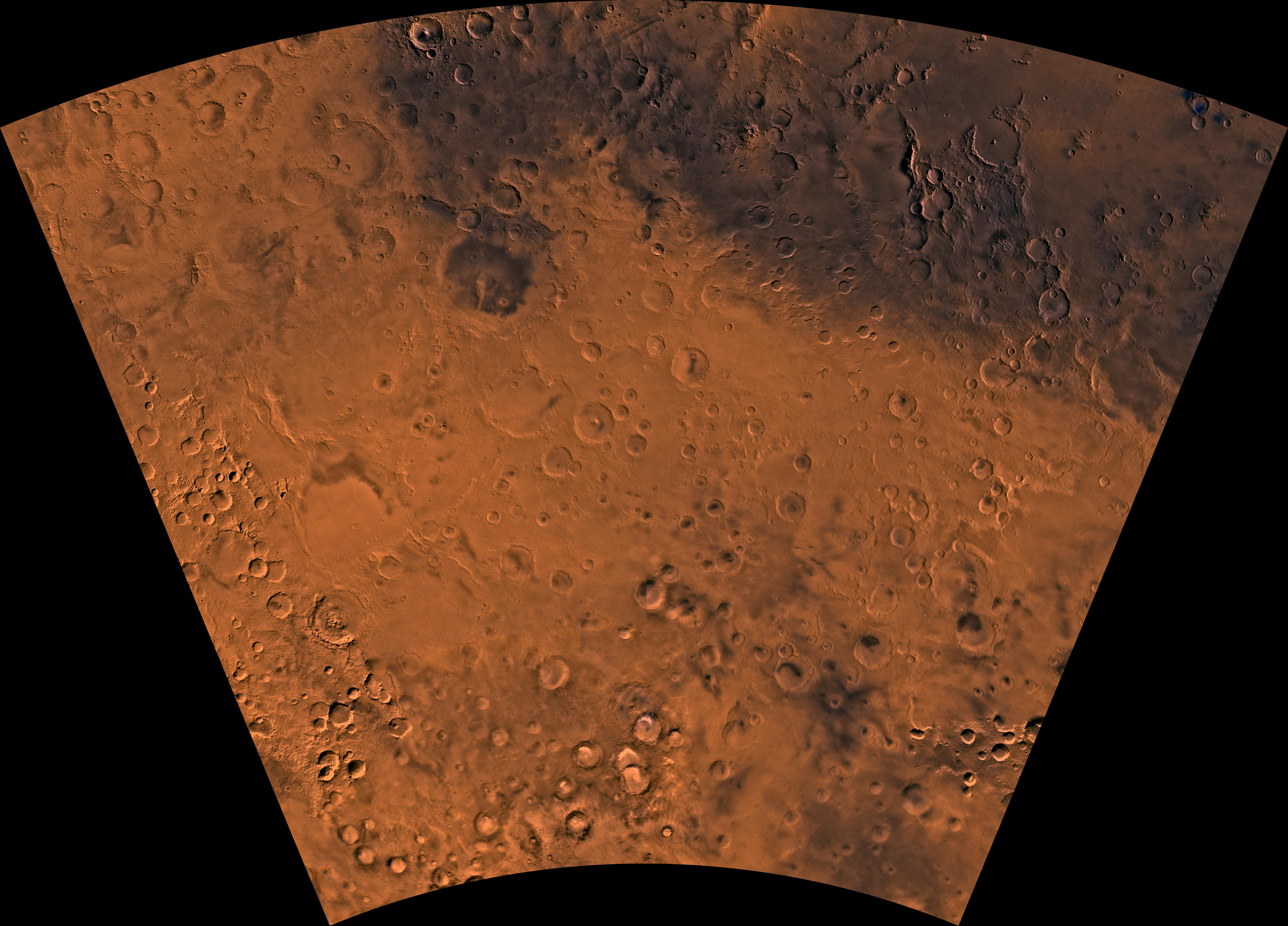
Imagen del Cuadrángulo de Phaethontis (MC-24). La región está dominada por tierras altas llenas de cráteres y áreas bajas que forman llanuras relativamente suaves.

El cuadrángulo de Phaethontis es uno de una serie de 30 mapas cuadrangulares de Marte utilizados por el Programa de Investigación de Astrogeología del Servicio Geológico de los Estados Unidos (USGS). Al cuadrilátero también se le conoce como MC-24 (Mars Chart-24).
El nombre proviene de Faetón, el hijo de Helios.
El cuadrángulo de Phaethontis se encuentra entre 30° y 65° de latitud sur y 120° y 180° de longitud oeste en Marte. Este rango de latitud es donde se han descubierto numerosos barrancos. Una característica antigua en esta área, llamada Terra Sirenum, se encuentra en este cuadrilátero; Mars Reconnaissance Orbiter descubrió allí esmectitas de hierro/magnesio. Parte de este cuadrilátero contiene lo que se llama depósitos de Electris, un depósito que tiene entre 100 y 200 metros (330 y 660 pies) de espesor. Es de tonos claros y parece débil debido a las pocas rocas. Entre un grupo de cráteres grandes se encuentra el cráter Mariner, observado por primera vez por la nave espacial Mariner IV en el verano de 1965. Lleva el nombre de esa nave espacial. Se cree que un área baja en Terra Sirenum alguna vez tuvo un lago que eventualmente drenó a través de Ma'adim Vallis. La sonda Mars 3 de Rusia aterrizó en el cuadrilátero Phaethontis a 44,9° S y 160,1° W en diciembre de 1971. Aterrizó a una velocidad de 75 km por hora, pero sobrevivió a la transmisión por radio. 20 segundos de señal, luego se cortó. Su mensaje simplemente apareció como una pantalla en blanco.